# Bomberman Quest
Bomberman Quest (ボンバーマンクエスト) é um jogo de ação e RPG da série Bomberman. O jogo foi lançado no final de 1998 no Japão pela Hudson Soft para o Game Boy Color, apesar de também funcionar no Super Game Boy 2. No ano seguinte, em novembro de 1999, o jogo foi lançado pela Electro Brain na América do Norte.
A história é a seguinte, Bomberman está no espaço dentro da sua nave, com prisioneiros presos em suas celas que estão presas na nave. Você está pronto para leva-los para a cadeia, mas ai bolas brancas de luz aparecem de repente e se chocam contra a sua nave. Seus 4 motores (engines) são roubados, e aproveitando a confusão os seus prisioneiros escapam. Sem os motores, a nave cai junto com você e os prisioneiros em um planeta desconhecido. Seus prisioneiros fugidos começam a aterrorizar a cidade, e você tem a missão de re-capturar todos eles e ainda achar as 4 engines roubadas.